# Grafkelder Wehry

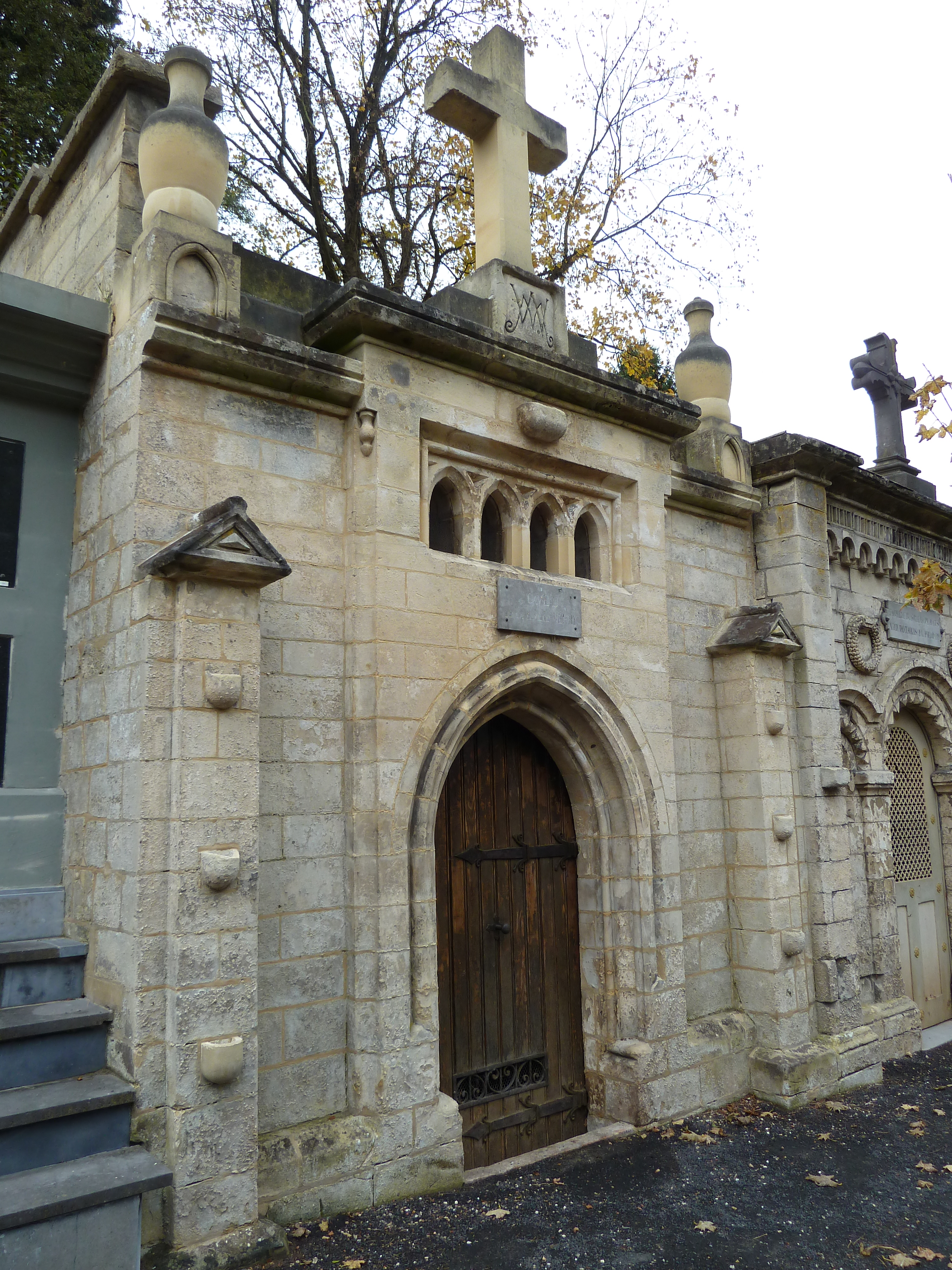
Grafkelder Wehry

De Grafkelder Wehry is een grafkelder in Valkenburg in de Nederlands Zuid-Limburgse gemeente Valkenburg aan de Geul. De grafkelder bevindt zich op de Begraafplaats Cauberg op de helling van de Cauberg in het zuidwesten van het stadje. Direct rechts van de grafkelder bevindt zich de Grafkelder Palmen.

## Geschiedenis
Rond 1885 werd de grafkelder gebouwd in opdracht van de familie Wehry.
Op 29 mei 1997 werd de grafkelder ingeschreven in het rijksmonumentenregister.

## Bouwwerk
De grafkelder is opgetrokken in Limburgse mergel tegen een helling. De frontgevel is symmetrisch opgezet met middenrisaliet dat bestaat uit een spitsboogvormige entree met houten deur voorzien van smeedijzeren beslag, erboven in een rechthoekige omkadering een vier kleine spitsboogvormige nissen en eindigend in een horizontale afsluiting met er bovenop een mergelstenen kruis. In de sokkel van dit kruis zijn de initialen M W aangebracht. Tussen de kleine spitsboogvormige nissen en de entree is een plaquette met inscriptie aangebracht. De bovenzijde van het niet-risalerende deel van de frontgevel is eveneens een horizontale afsluiting aangebracht, maar deze ligt lager. Op de beide uiteinden van deze horizontale afsluiting is een mergelstenen vaas op een voetstuk geplaatst. Op de beide geveluiteinden bevinden zich pilasters die bekroond worden door kleine frontons.

Caveau de la Famille Wehry
— Plaquette met inscriptie boven de ingang

Van binnen is de grafkelder voorzien van negen grafnissen die afgedekt zijn met grafstenen.